# Nicolaj Aarøe
Nicolaj Aarøe (født 20. oktober 1994) er en dansk speditør, erhvervsmand og kommunalpolitiker, der pr. 1. januar 2022 er viceborgmester i Esbjerg Kommune valgt for Konservative. Aarøe fik ved Kommunalvalget i Esbjerg Kommune 2021 6. flest personlige stemmer med 1.233. Aarøe brugte da også 14.022 kr. på annoncer på Facebook under valgkampen, hvilket placerede ham som en af de 100 i landet, der brugte flest penge på annoncer på Facebook.
Efter sin ungdomsuddannelse på Esbjerg Gymnasium var Aarøe i Den Kongelige Livgarde, hvorefter han uddannede sig inden for shipping og har arbejdet som speditør. Aarøe er oprindeligt fra Esbjerg og flyttede tilbage til byen efter at have boet i København, hvor han var landssekretær for Konservativ Ungdoms landsorganisation.